# Bunchosia montana
Bunchosia montana är en tvåhjärtbladig växtart som beskrevs av Adrien Henri Laurent de Jussieu. Bunchosia montana ingår i släktet Bunchosia och familjen Malpighiaceae. Inga underarter finns listade i Catalogue of Life.